# Тест простоты Люка
В теории чисел тест простоты Люка — это тест простоты натурального числа n; для его работы необходимо знать разложение {\displaystyle n-1} на множители. Для простого числа n простые множители числа {\displaystyle n-1} вместе с некоторым основанием a составляют сертификат Пратта, который позволяет подтвердить за полиномиальное время, что число n является простым.

## Описание
Пусть n > 1 — натуральное число. Если существует целое a такое, что {\displaystyle 1<a<n} и
{\displaystyle a^{n-1}\equiv 1{\pmod {n}}}
и для любого простого делителя q числа {\displaystyle n-1}
{\displaystyle a^{\frac {n-1}{q}}\not \equiv 1{\pmod {n}}}
то n простое. 
Если такого числа a не существует, то n — составное число.

## Доказательство
Если n простое, то группа вычетов {\displaystyle \mathbb {Z} _{n}} циклична, то есть имеет образующую {\displaystyle g}, порядок которой совпадает с порядком группы {\displaystyle |\mathbb {Z} _{n}^{\times }|=n-1}, а значит, для любого простого делителя {\displaystyle q} числа {\displaystyle n-1} выполняется сравнение:
{\displaystyle a^{\frac {n-1}{q}}\not \equiv 1{\pmod {n}}.}
Если n — составное, то либо {\displaystyle {\text{НОД}}(a,n)>1} и тогда {\displaystyle a^{n-1}\not \equiv 1{\pmod {n}}}, либо {\displaystyle a^{n-1}\equiv 1{\pmod {n}}}. Если предположить, что для этого a ещё и выполняется {\displaystyle a^{\frac {n-1}{q}}\not \equiv 1{\pmod {n}}}, то, поскольку {\displaystyle {\frac {n-1}{q}}\mid n-1}, получаем, что группа {\displaystyle \mathbb {Z} _{n}^{\times }} имеет элемент порядка {\displaystyle n-1}, значит {\displaystyle |\mathbb {Z} _{n}^{\times }|} делит {\displaystyle n-1}, что противоречит тому, что {\displaystyle |\mathbb {Z} _{n}^{\times }|=\varphi (n)<n-1} при составных n.
По закону контрапозиции получаем критерий Люка.

## Пример
Например, возьмем n = 71. Тогда {\displaystyle n-1=70=2\cdot 5\cdot 7}. Выберем случайно {\displaystyle a=17}. Вычисляем:
{\displaystyle 17^{70}\equiv 1{\pmod {71}}.}
Проверим сравнения {\displaystyle a^{\frac {n-1}{q}}\not \equiv 1{\pmod {n}}} для {\displaystyle q=2;5;7}:
{\displaystyle 17^{35}\equiv 70\not \equiv 1{\pmod {71}}}
{\displaystyle 17^{14}\equiv 25\not \equiv 1{\pmod {71}}}
{\displaystyle 17^{10}\equiv 1\equiv 1{\pmod {71}}.}
К сожалению {\displaystyle 17^{10}\equiv 1\equiv 1{\pmod {71}}.}. Поэтому мы пока не можем утверждать, что 71 простое. 
Попробуем другое случайное число a, выберем {\displaystyle a=11}. Вычисляем:
{\displaystyle 11^{70}\equiv 1{\pmod {71}}.}
Снова проверим сравнения {\displaystyle a^{\frac {n-1}{q}}\not \equiv 1{\pmod {n}}} для {\displaystyle q=2;5;7}:
{\displaystyle 11^{35}\equiv 70\not \equiv 1{\pmod {71}}}
{\displaystyle 11^{14}\equiv 54\not \equiv 1{\pmod {71}}}
{\displaystyle 11^{10}\equiv 32\not \equiv 1{\pmod {71}}.}
Таким образом, 71 простое.
Заметим, что для быстрого вычисления степеней по модулю используется алгоритм двоичного возведения в степень со взятием остатка по модулю n после каждого умножения.
Заметим также, что при простом n из обобщенной гипотезы Римана вытекает, что среди первых {\displaystyle O(\ln ^{2}n)} чисел есть хотя бы одна образующая группы {\displaystyle \mathbb {Z} _{n}}, поэтому условно можно утверждать, что подобрать основание a можно за полиномиальное время.

## Алгоритм
Алгоритм, написанный псевдокодом, следующий:
```
Ввод
: 
n
 > 2 - нечетное число, тестируемое на простоту; 
k
 - параметр, определяющий точность теста

Вывод
: 
простое
, если 
n
 простое, в противном случае 
составное
 либо 
возможно составное
;
Определяем все простые делители 

  

    

      

        
n

        
−

        
1

      

    

    
{\displaystyle n-1}

  

.
Цикл1: Выбираем случайно 
a
 из интервала [2, 
n
 − 1]
      Если 

  

    

      

        

          
a

          

            
n

            
−

            
1

          

        

        
≢

        
1

        

          

          
(

          
mod

          

          
n

          
)

        

      

    

    
{\displaystyle a^{n-1}\not \equiv 1{\pmod {n}}}

  

 вернуть 
составное

      Иначе 
         Цикл2: Для всех простых 

  

    

      

        
q

        
∣

        
n

        
−

        
1

      

    

    
{\displaystyle q\mid n-1}

  

:
            Если 

  

    

      

        

          
a

          

            

              

                
n

                
−

                
1

              

              
q

            

          

        

        
≢

        
1

        

          

          
(

          
mod

          

          
n

          
)

        

      

    

    
{\displaystyle a^{\frac {n-1}{q}}\not \equiv 1{\pmod {n}}}

  

               Если мы не проверили сравнение для всех 

  

    

      

        
q

      

    

    
{\displaystyle q}

  

                  то продолжаем выполнять Цикл2
               иначе вернуть 
простое

            Иначе возвращаемся к Циклу1
Вернуть 
возможно составное
.
```